# Kościół Niepokalanego Poczęcia Najświętszej Maryi Panny w Brodnicy
Kościół Niepokalanego Poczęcia Najświętszej Maryi Panny w Brodnicy – rzymskokatolicki kościół parafialny, należący do zakonu franciszkanów, znajdujący się w Brodnicy, w województwie kujawsko-pomorskim. Należy do dekanatu Brodnica diecezji toruńskiej.

## Historia
Świątynia ufundowana w 1751 roku przez starostę brodnickiego Józefa Pląskowskiego i jego małżonkę Rozalię z Czapskich. Budowla ukończona do 1761 roku. Pierwotne budynki klasztorne były najprawdopodobniej drewniane, obecnie murowane zostały wybudowane po pożarze w 1769 roku Po kasacie zakonu w 1831 roku kościół stał się świątynią cmentarną a klasztor w 1839 roku został zamieniony na więzienie. Dopiero po 1945 roku zespół klasztorny ponownie został objęty przez franciszkanów, którzy odremontowali cały kompleks w latach 1950-52 i 1964-66. 

## Architektura

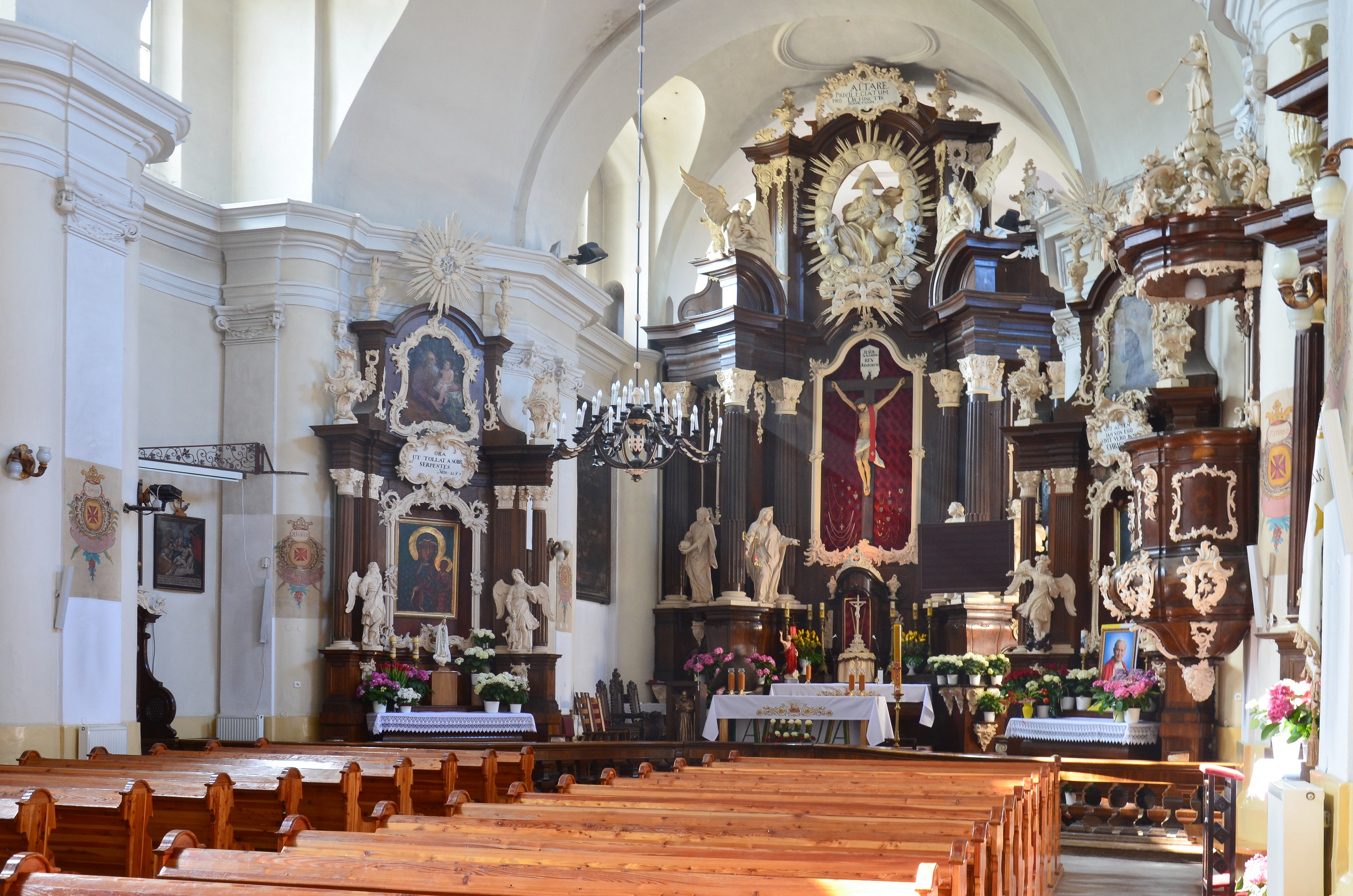
Wnętrze kościoła

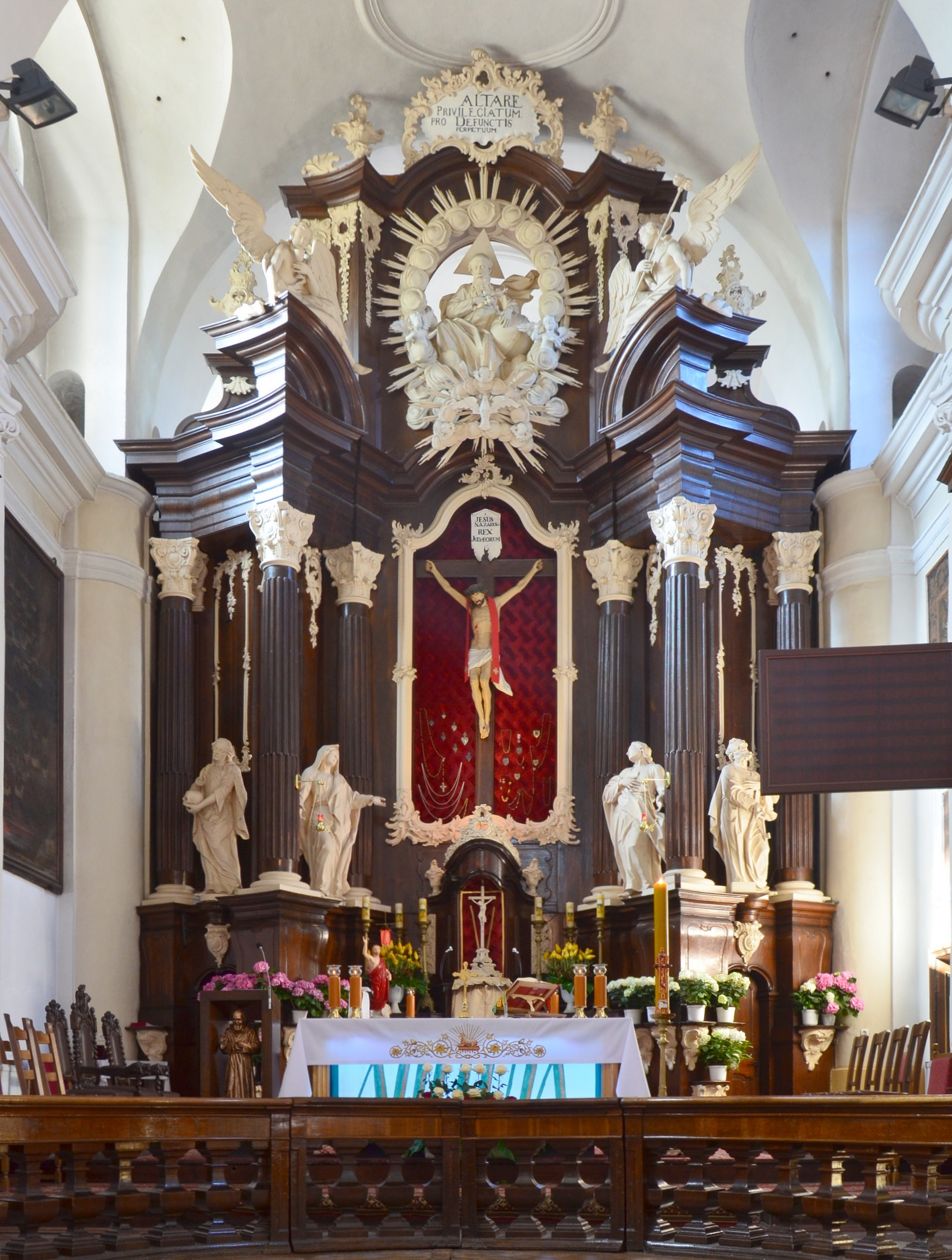
Ołtarz główny

Kościół reprezentuje styl barokowy, Jest to budowla o jednej nawie, z orientowanym i prosto zamkniętym prezbiterium (za ołtarzem głównym mieści się zakrystia a nad nią na piętrze znajduje się chór zakonny). Wnętrze nakryte jest sklepieniem kolebkowym z lutenami – gdzie okna są zamknięte półkoliście. Łuk tęczowy jest wydzielony szerokim gurtem a ściany przez stylizowane filary. Chór muzyczny jest podparty przez trzy arkady oddzielone półkoliście.

## Wyposażenie
Wyposażenie jednolite w stylu rokokowym z 1761 roku W prezbiterium z boku na ścianach wiszą obrazy: Matki Bożej Królowej Aniołów w stylu barokowym, umieszczony w malowanej ramie z ornamentem roślinnym i puttami, namalowany około połowy XVII wieku, oraz naprzeciwko obraz Drzewo genealogiczne św. Franciszka z XVIII wieku, w stylu barokowym, który ufundował Marcin Lasocki kasztelan sochaczewski. Pod obrazem Matki Bożej Królowej Aniołów znajduje się marmurowe epitafium kolatora Józefa Pląskowskiego (zmarłego w 1773 roku) i jego żony Rozalii Czapskiej (zmarłej w 1755 roku) ufundowane w 1791 roku przez ich potomka, księdza Andrzeja Pląskowskiego kanonika chełmińskiego i warmińskiego. Na ścianach bocznych świątyni zostały odkryte niedawno tzw. zacheuszki – malowidła ścienne znajdujące się w miejscach, gdzie kościół został poświęcony, przedstawiające emblematy franciszkańskie skrzyżowanych dłoni.

## Ciekawostki
Maciej Rybiński, ostatni wódz naczelny powstania listopadowego, 5 października 1831 r. przekracza z oddziałem 20-tysięcznej armii granicę z Prusami w okolicach Jastrzębia. Zostaje internowany wraz z armią, władzami powstańczymi i z ostatnim prezesem Rządu Narodowego Bonawenturą Niemojowskim oraz członkami sejmu i licznymi politykami w zabudowaniach brodnickiego klasztoru franciszkanów, gdzie przebywał do 12 października. Wśród internowanych żołnierzy był. m.in. znany później poeta i geograf Wincenty Pol.